# Slackia exigua
Slackia exigua es una bacteria grampositiva del género Slackia. Fue descrita en el año 1999, es la especie tipo. Su etimología hace referencia a poco crecimiento. Anteriormente conocida como Eubacterium exiguum, que se describió en el año 1996. Es anaerobia estricta e inmóvil. Tiene un tamaño de 0,5 μm de ancho por 1 μm de largo. Crece de forma individual o en agrupaciones. Forma colonias circulares, convexas y traslúcidas en agar BHI-sangre. Temperatura de crecimiento óptima de 37 °C. Catalasa negativa. Tiene un contenido de G+C de 60-64%. Se ha aislado de muestras clínicas de varios tipos como necrosis y abscesos.
Es una especie difícil de crecer en el laboratorio. Además, es patógena, aunque su papel exacto no se conoce del todo. Se encuentra como parte de la microbiota de la cavidad oral, pudiendo ocasionar infecciones en algunos casos ya se en la misma zona o en otras partes del cuerpo. Entre estos, existen casos de bacteriemia, infecciones periprostéticas, heridas y abscesos.